# Diplophos orientalis
Diplophos orientalis és una espècie de peix pertanyent a la família dels gonostomàtids.

## Descripció
- Pot arribar a fer 32 cm de llargària màxima.[6][7]

## Hàbitat
És un peix marí, mesopelàgic, batipelàgic i d'aigües fondes.

## Distribució geogràfica
Es troba al Pacífic nord-occidental: el Japó.

## Observacions
És inofensiu per als humans.